# Новий Орлеан
Нови́й Орлеа́н (Ню Орлєанс, Нью-Орлінс, англ. New Orleans, фр. La Nouvelle-Orléans [la nuvɛlɔʁleɑ̃] ( прослухати), луїз. креол. Nouvèl Orleans) — найбільше місто у штаті Луїзіана (США), у гирлі Міссісіпі; за переписом 2010 року — 343 829 осіб. Після руйнівного урагану «Катрина» восени 2005 року населення скоротилося більш ніж удвічі. У кінці серпня — на початку вересня 2008 року йому загрожував ураган Густав. 2016 року в місті мешкало 391 495 мешканців.
Місто вважається колискою джазу, батьківщиною Луї Армстронга та місцем фестивальних зустрічей численних джаз-груп. Найвідомішим місцем для відвідування туристами є Французький квартал.

## Історія
Територію нинішнього Нового Орлеана відкрито іспанцями ще на початку XVI століття, а 1680 року її загарбали французи під час колонізації південних провінцій у долині Міссісіпі. У 1718 році тут засновано порт Нувель-Орлеан, навколо якого згодом розрослося місто, назване на честь Філіпа Орлеанського, регента Франції в роки малолітства Людовика XV. Місто увійшло до складу Нової Франції.
У 1763 році завершилася Семирічна війна. За Паризьким мирним договором 1763 року французи віддали місто іспанцям. У 1800 році Наполеон Бонапарт спершу пред'явив Іспанії претензії на Новий Орлеан, та згодом у 1803 продав місто США, внаслідок чого воно потрапляє під вплив протестантської культури.
У XVII-XVIII століттях, близькі за духом французька й іспанська культури, нарівні зі спільною католицькою релігією, формували характер місцевої культури, що увібрала в себе поряд з елементами романських традицій і багато рис первісних культурних традицій та елементів північноамериканської протестантської культури.

## Географія
За даними Бюро перепису населення США у 2010 році, місто мало площу 907,04 км², з яких 438,80 км² — суходіл та 468,24 км² — водойми.

### Клімат
У Новому Орлеані вологий субтропічний клімат (Cfa за класифікацією кліматів Кеппена), з короткою, м'якою зимою та жарким, вологим літом. Середньомісячна температура варіюється від 11,9 °C у січні до 28,5 °C у липні та серпні.
У Міжнародному аеропорту Нового Орлеана абсолютна мінімальна температура повітря -12 °C зафіксована 23 грудня 1989 року, абсолютна максимальна температура повітря 39 °C — 22 серпня 1980 року; у парку Аудубон абсолютна мінімальна температура -14 °C спостерігалася 13 лютого 1899 року, абсолютна максимальна температура 40 °C — 24 червня 2009 року.
Середня кількість опадів становить 1586 мм на рік, літні місяці найвологіші, а жовтень — найсухіший місяць.
| Клімат : Новий Орлеан                               | Клімат : Новий Орлеан | Клімат : Новий Орлеан | Клімат : Новий Орлеан | Клімат : Новий Орлеан | Клімат : Новий Орлеан | Клімат : Новий Орлеан | Клімат : Новий Орлеан | Клімат : Новий Орлеан | Клімат : Новий Орлеан | Клімат : Новий Орлеан | Клімат : Новий Орлеан | Клімат : Новий Орлеан | Клімат : Новий Орлеан |
| Показник                                            | Січ.                  | Лют.                  | Бер.                  | Квіт.                 | Трав.                 | Черв.                 | Лип.                  | Серп.                 | Вер.                  | Жовт.                 | Лист.                 | Груд.                 | Рік                   |
| Абсолютний максимум, °C                             | 28,3                  | 29,4                  | 31,7                  | 33,3                  | 35,6                  | 38,3                  | 38,3                  | 38,9                  | 38,3                  | 35,0                  | 30,6                  | 28,9                  | 38,9                  |
| Середній максимум, °C                               | 16,7                  | 18,6                  | 22,1                  | 25,7                  | 29,6                  | 31,9                  | 32,9                  | 32,9                  | 30,8                  | 26,7                  | 22,1                  | 18,0                  | 25,7                  |
| Середня температура, °C                             | 11,9                  | 13,7                  | 17,1                  | 20,6                  | 24,8                  | 27,5                  | 28,5                  | 28,5                  | 26,6                  | 21,8                  | 17,1                  | 13,2                  | 20,9                  |
| Середній мінімум, °C                                | 7,1                   | 8,9                   | 11,9                  | 15,6                  | 20,1                  | 23,1                  | 24,1                  | 24,1                  | 22,2                  | 17,0                  | 11,9                  | 8,3                   | 16,2                  |
| Абсолютний мінімум, °C                              | −10                   | −8,9                  | −3,9                  | 0,0                   | 5,0                   | 10,0                  | 15,6                  | 15,6                  | 5,6                   | 1,7                   | −4,4                  | −11,7                 | −11,7                 |
| Середня кількість сонячних годин на місяць          | 153,0                 | 161,5                 | 219,4                 | 251,9                 | 278,9                 | 274,3                 | 257,1                 | 251,9                 | 228,7                 | 242,6                 | 171,8                 | 157,8                 | 2648                  |
| Норма опадів, мм                                    | 130.8                 | 134.6                 | 115.6                 | 117.1                 | 117.6                 | 204.7                 | 150.6                 | 151.9                 | 126.2                 | 89.9                  | 114                   | 133.1                 | 1586.2                |
| Днів з опадами                                      | 9,3                   | 8,8                   | 8,3                   | 6,9                   | 7,7                   | 12,9                  | 13,6                  | 13,1                  | 9,4                   | 7,7                   | 7,9                   | 9,2                   | 114,8                 |
| Вологість повітря, %                                | 75.6                  | 73.0                  | 72.9                  | 73.4                  | 74.4                  | 76.4                  | 79.2                  | 79.4                  | 77.8                  | 74.9                  | 77.2                  | 76.9                  | 75.9                  |
| --------------------------------------------------- | --------------------- | --------------------- | --------------------- | --------------------- | --------------------- | --------------------- | --------------------- | --------------------- | --------------------- | --------------------- | --------------------- | --------------------- | --------------------- |
| Джерело: NOAA (relative humidity and sun 1961–1990) |                       |                       |                       |                       |                       |                       |                       |                       |                       |                       |                       |                       |                       |

## Демографія
Згідно з переписом 2010 року, у місті мешкало 343 829 осіб у 142 158 домогосподарствах у складі 76 643 родин. Густота населення становила 379 осіб/км². Було 189896 помешкань (209/км²).
Расовий склад населення:
| - 60,2 % — чорних або афроамериканців - 33,0 % — білих - 2,9 % — азіатів - 0,3 % — корінних американців - 1,9 % — осіб інших рас |

До двох чи більше рас належало 1,7 %. Іспаномовні складали 5,2 % від усіх жителів.
За віковим діапазоном населення розподілялося таким чином: 21,3 % — особи молодші 18 років, 67,8 % — особи у віці 18—64 років, 10,9 % — особи у віці 65 років та старші. Медіана віку мешканця становила 34,6 року. На 100 осіб жіночої статі у місті припадало 93,6 чоловіка; на 100 жінок у віці від 18 років та старших — 91,4 чоловіка також старших 18 років.
Середній дохід на одне домашнє господарство становив 63 703 долари США (медіана — 36 792), а середній дохід на одну сім'ю — 81 143 долари (медіана — 49 948). Медіана доходів становила 44 114 долари для чоловіків та 36 396 доларів для жінок. За межею бідності перебувало 27,0 % осіб, у тому числі 41,0 % дітей у віці до 18 років та 16,2 % осіб у віці 65 років та старших.
Цивільне працевлаштоване населення становило 170 454 особи. Основні галузі зайнятості: освіта, охорона здоров'я та соціальна допомога — 26,2 %, мистецтво, розваги та відпочинок — 17,5 %, науковці, спеціалісти, менеджери — 12,4 %, роздрібна торгівля — 9,5 %.

### Мова
Станом на 2010 рік 90,31 % мешканців Нового Орлеану віком від 5 років і старше розмовляли англійською вдома як основною мовою, тоді як 4,84 % розмовляли іспанською, 1,87 % в'єтнамською та 1,05 % французькою. Разом 9,69 % населення Нового Орлеану віком від 5 років і старше розмовляли рідною мовою, відмінною від англійської.

## Транспорт
На відміну від більшості міст США у Новому Орлеані працює трамвайна мережа, рух на одній з ліній якої ніколи не переривався на довгий час. У місті працює 5 ліній: одна історична, відкрита у 1835 році, та чотири сучасних, побудованих у період з 1988 по 2016 рік. Також система відрізняється використанням історичних вагонів або сучасних, побудованих у вигляді історичних.

## Злочинність
Новий Орлеан є одним із найнебезпечніших міст Сполучених Штатів. Станом на 2023 рік місто є третім за рівнем убивств у США після Сент-Луїса та Балтимора.

## Культура
- Луїзіанський філармонічний оркестр

## Освіта

### Коледжі та університети

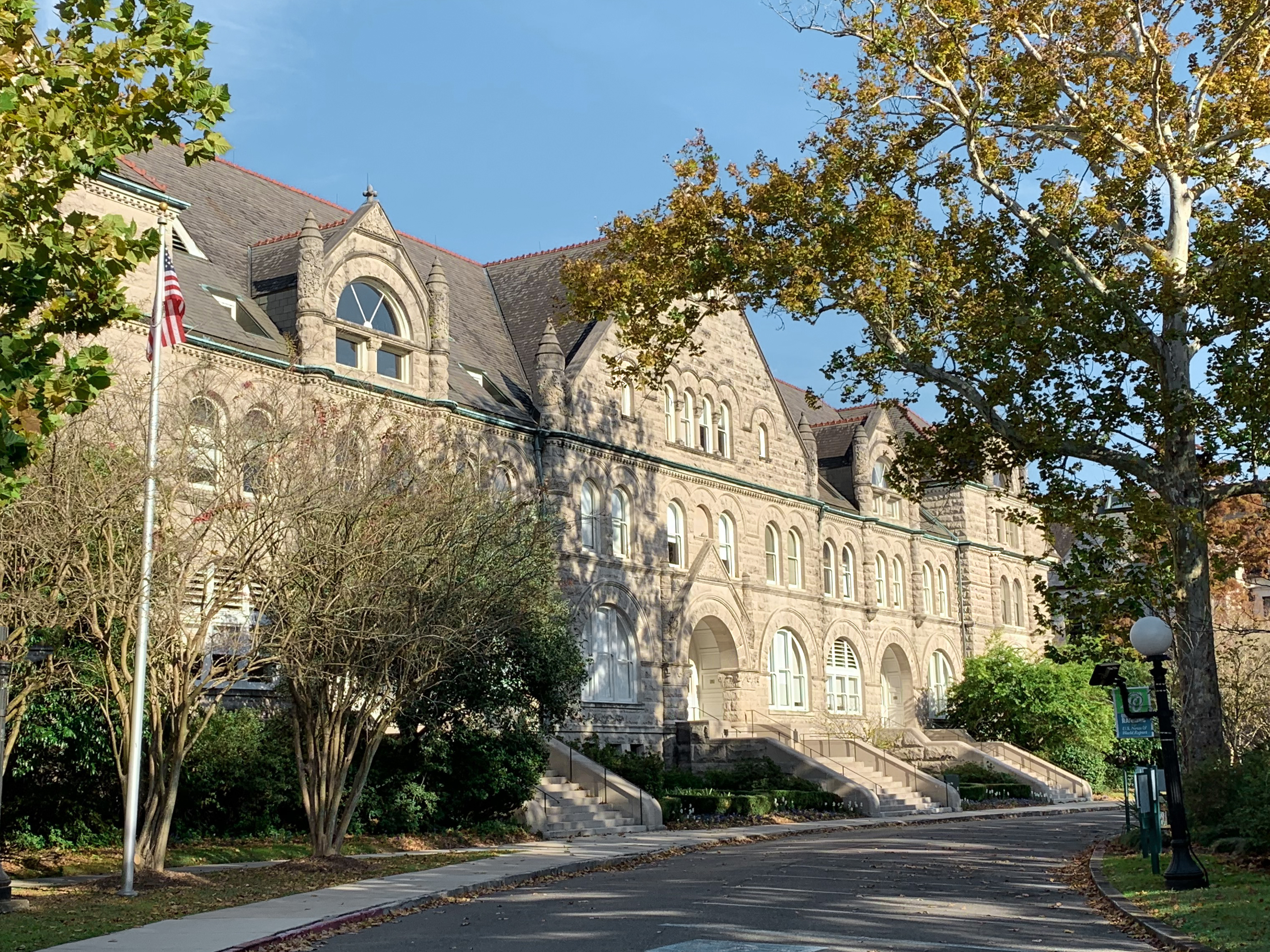
Вид на Гібсон-Холл університету Тулейн.

- Університет Тулейн, великий приватний дослідницький університет, заснований 1834 року;
- Університет Нового Орлеана, приватний єзуїтський університет, заснований 1912 року;
- Новоорлеанський університет, великий державний дослідницький університет;
- Університет Ксав'єра штату Луїзіана — єдиний історично чорний католицький університет у Сполучених Штатах;
- Південний університет Нового Орлеана;
- Університет Діллард, приватний, історично чорний коледж, що спеціалізується на ліберальному мистецтві, заснований 1869 року;
- Центр медичних наук університету штату Луїзіана;
- Коледж Святого Хреста Господня, католицький ліберальний коледж, заснований 1916 року;
- Семінарія Нотр-Дам;
- Ново-Орлеанська баптистська духовна семінарія;
- Дельгадський громадський коледж, заснований 1921 року;
- Університет Вільяма Кері;
- Університет Герзін;
- Кулінарний інститут Нового Орлеана.

## Спорт

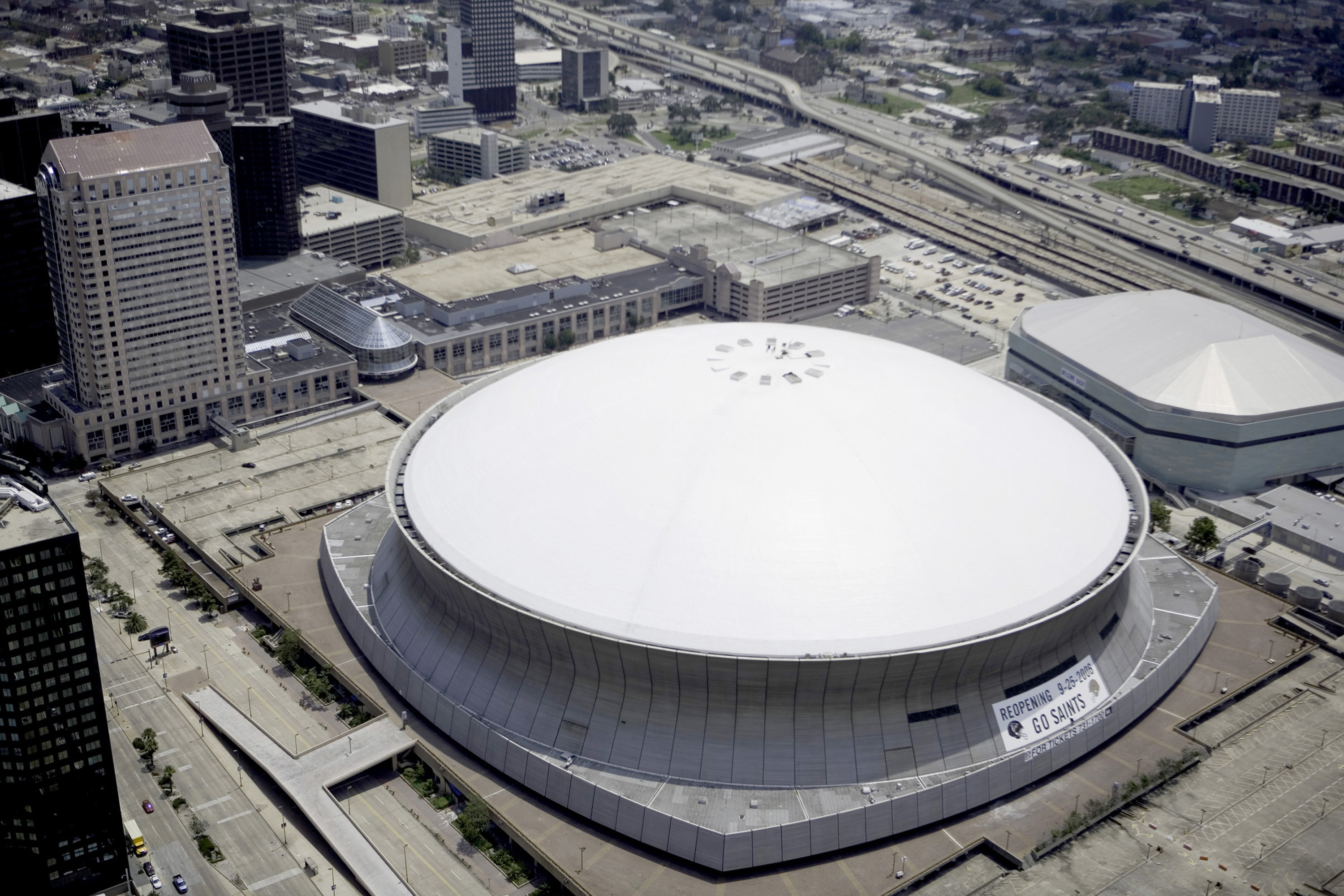
«Мерседес-Бенц Супердом»

Три команди репрезентують Новий Орлеан у різних видах спорту:
- «Нью-Орлінс Джестер» (англ. New Orleans Jesters), член Національної Прем'єр-ліги з футболу, домашня арена — «Пан-Американ Стедіум».
- «Нью-Орлінс Сейнтс» (англ. New Orleans Saints), член Національної футбольної ліги (американський футбол), домашня арена — «Мерседес-Бенц Супердом» (у 1975—2011 роках стадіон мав назву «Луїзіана Супердом»).
- «Нью-Орлінс Пеліканс» (англ. New Orleans Pelicans), член Національної баскетбольної асоціації, домашня арена — «Смуті-Кінг-центр».

## Міста-побратими
- Мацуе  Японія

## Персоналії
- Роберт Едісон (1868—1931) — американський актор театру і німого кіно;
- Літріс Джой (1893—1985) — американська актриса, популярна в епоху німого кіно;
- Луї Пріма (1910/1911—1978) — американський музикант;
- Трумен Капоте (1924—1984) — американський письменник;
- Джеффрі Гантер (1926—1969) — американський актор;
- Джон Ларрокетт (нар. 1947) — американський актор кіно, театру та телебачення;
- Карл Везерс (нар. 1948) — американський актор, продюсер, режисер;
- Енн Райс (1941—2021) — американська письменниця, королева сучасного готичного роману та авторка знаменитого бестселера «Інтерв'ю з вампіром».